# MK III: The Final Concerts
Mk III: The Final Concerts è un album raccolta dei Deep Purple, pubblicata nel 1996.
Comprende gli ultimi concerti della formazione Mark III, in particolare quelli di Graz (4 aprile 1975) e Parigi (7 aprile 1975).

## Tracce

### CD 1
1. Burn – 7:33 (Ritchie Blackmore, David Coverdale, Jon Lord, Ian Paice)
2. Stormbringer – 4:37 (Ritchie Blackmore, David Coverdale)
3. Gypsy – 5:37 (Ritchie Blackmore, David Coverdale, Glenn Hughes, Jon Lord, Ian Paice)
4. Lady Double Dealer – 3:53 (Ritchie Blackmore, David Coverdale)
5. Mistreated – 12:38 (Ritchie Blackmore, David Coverdale)
6. Smoke on the Water – 10:17 (Ritchie Blackmore, Ian Gillan, Roger Glover, Jon Lord, Ian Paice) – Include nell'intro un estratto di Lazy
7. You Fool No One – 13:21 (Ritchie Blackmore, David Coverdale, Jon Lord, Ian Paice) – Include The Mule

Le tracce 1 e 2 sono registrate a Graz. Le altre a Parigi.

### CD 2
1. Space Truckin' – 19:56 (Ritchie Blackmore, Ian Gillan, Roger Glover, Jon Lord, Ian Paice)
2. Going Down/Highway Star – 15:36 (Don Nix / Ritchie Blackmore, Ian Gillan, Roger Glover, Jon Lord, Ian Paice)
3. Mistreated (Alternate Version) – 14:14 (Ritchie Blackmore, David Coverdale)
4. You Fool No One (Alternate Version) – 12:41 (Ritchie Blackmore, David Coverdale, Jon Lord, Ian Paice) – Include The Mule

Le tracce 1, 3 e 4 sono registrate a Graz. La traccia 2 a Parigi.

## Formazione
- David Coverdale - voce
- Ritchie Blackmore - chitarra
- Glenn Hughes - basso, voce
- Jon Lord - tastiere
- Ian Paice - batteria